# Золмски род
Золмсите (на немски: Haus Solms) са немски благороднически род от Хесен.
Тяхната резиденция от около 1100 г. е замъкът Золмс в квартал Бургсолмс на днешния град Золмс. До 1919 г. родът принадлежи към висшата аристокрация на Германия.
Те са първо графове и след това князе. Прародител на фамилията е еделхер Марквардус де Зулмезе, който е споменат за пръв път през 1129 г. в документ на манастира Шифенберг при Гисен. Те са фогти в град Золмс. След измирането на графовете от Люксембург-Глайберг те получават тяхното наследство в средата на долината на Лан заедно с господарите на Меренберг и пфалцграфовете на Тюбинген. През 1212 г. в документите се появява граф Хайнрих.
Около 1250 г. графството се дели на териториите Золмс-Кьонигсберг (до 1363), Солмс-Бургсолмс (до 1416) и Золмс-Браунфелс.
През 1418 г. родът се разпада на двете линии: Браунфелс и Лих.